# Риба-лоцман

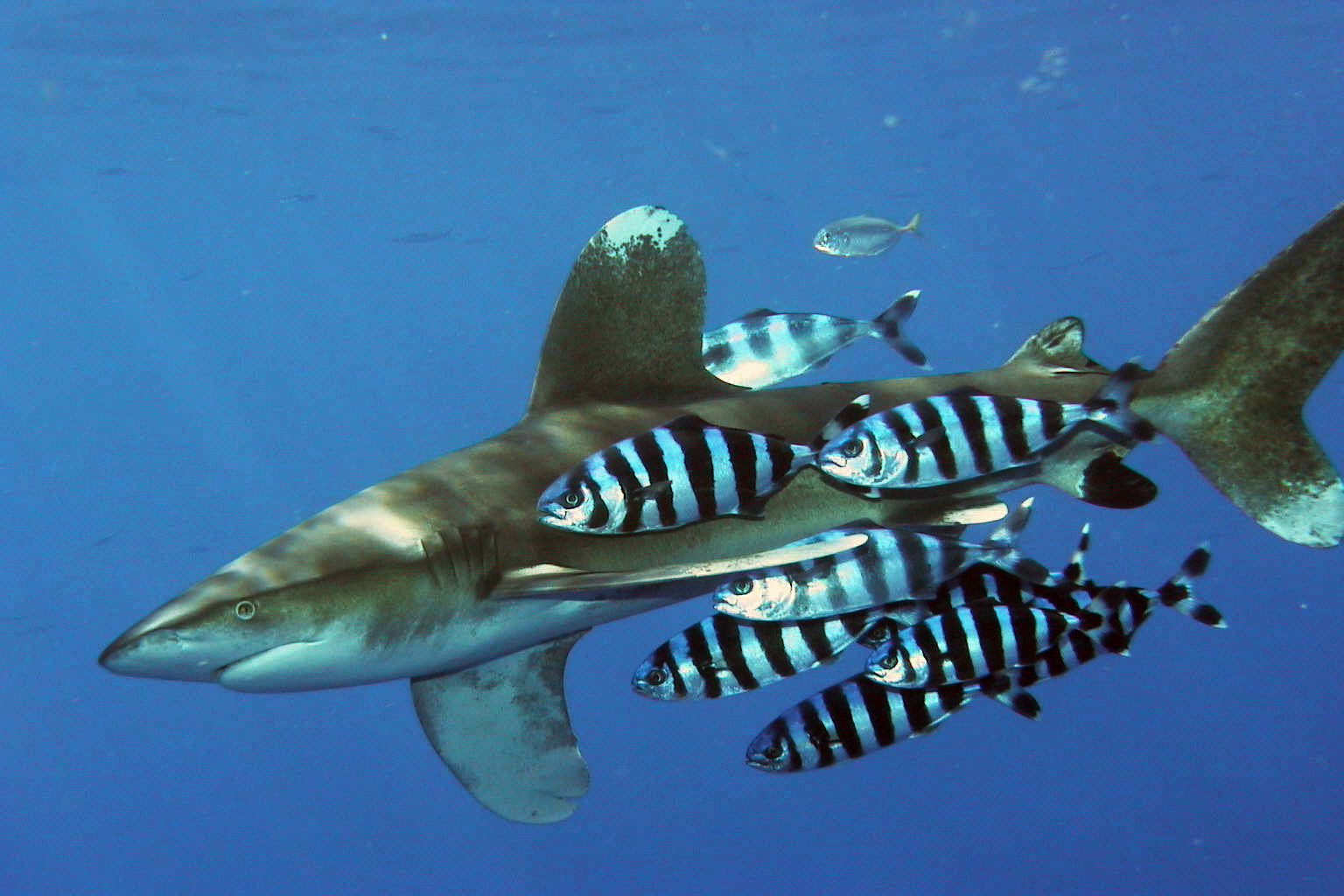
Риби-лоцмани супроводжують акулу довгокрилу (Carcharhinus longimanus)

Риба-лоцман (Naucrates ductor) — вид риб родини Ставридові (Carangidae). Належить до монотипового роду Naucrates. Морська рифова субтропічна риба до 70 см довжиною.
Має циркумтропічний ареал, поширені у всіх тропічних морях. У західній Атлантиці від Нової Скотії (Канада) до Аргентини. У східній Атлантиці від Британії і Біскайської затоки до Анголи, Середземне море включно. У Тихому океані від острова Ванкувер (Британська Колумбія, Канада) до Галапагос. У Індійському океані скрізь звичайний. У Чорному морі — випадковий вид, поодиноко відзначався біля берегів Туреччини, а також один екземпляр був відловлений у 19-му сторіччі у Одеській затоці.